# 1993-as U17-es labdarúgó-világbajnokság
Az 1993-as U17-es labdarúgó-világbajnokságot Japánban rendezték 1993. augusztus 21. és szeptember 4. között. 16 válogatott vett részt a tornán. A világbajnokságon 1976. augusztus 1. után született labdarúgók vehettek részt. A tornát Nigéria nyerte meg.

## Helyszínek
| Város    | Stadion                      |
| -------- | ---------------------------- |
| Tokió    | Nemzeti Olimpiai Stadion     |
| Hirosima | Hiroshima Stadion            |
| Kiotó    | Nisikjogoku Stadion          |
| Kóbe     | Universiade Memorial Stadion |
| Nagoja   | Nagoja Stadion               |
| Gifu     | Gifu Stadion                 |

## Csapatok
| Szövetség                                         | Selejtező torna                                 | Csapatok                                                                  |
| ------------------------------------------------- | ----------------------------------------------- | ------------------------------------------------------------------------- |
| AFC (Ázsia)                                       | 1992-es U16-os Ázsia-kupa                       | Kína · Katar                                                              |
| CAF (Afrika)                                      | 1993-as U17-es Afrika-kupa                      | Ghána · Nigéria · Tunézia                                                 |
| CONCACAF (Észak és Közép-amerikai, Karibi térség) | 1992-es U17-es CONCACAF-aranykupa               | Kanada · Mexikó · Egyesült Államok                                        |
| CONMEBOL (Dél-Amerika)                            | 1993-as U17-es dél-amerikai Labdarúgó-bajnokság | Argentína · Chile · Kolumbia                                              |
| OFC (Óceánia)                                     | 1993-as U17-es óceániai Selejtező-torna         | Ausztrália                                                                |
| UEFA (Európa)                                     | 1993-as U16-os labdarúgó-Európa-bajnokság       | Lengyelország · Olaszország · Csehország és Szlovákia, mint Csehszlovákia |
| Rendező ország                                    | Rendező ország                                  | Japán                                                                     |

## Csoportkör
A csoportok első két helyezettje jutott tovább a negyeddöntőkbe, onnantól egyeneses kieséses rendszerben folytatódtak a küzdelmek.
A mérkőzések kezdési időpontjai helyi idő szerint vannak feltüntetve.
| Jelmagyarázat                                                            |
| ------------------------------------------------------------------------ |
| A csoportok első két helyezettje bejutott az egyenes kieséses szakaszba. |
| A csoportok harmadik és negyedik helyezettjei kiestek.                   |

### A csoport
| Csapat      | M | Gy | D | V | G+ | G– | Gk | P |
| ----------- | - | -- | - | - | -- | -- | -- | - |
| Ghána       | 3 | 3  | 0 | 0 | 9  | 1  | +8 | 6 |
| Japán       | 3 | 1  | 1 | 1 | 2  | 2  | 0  | 3 |
| Mexikó      | 3 | 1  | 0 | 2 | 4  | 7  | –3 | 2 |
| Olaszország | 3 | 0  | 1 | 2 | 1  | 6  | –5 | 1 |

| 1993. augusztus 21. 19:30 |

| Japán | 0–1               | Ghána     |
| ----- | ----------------- | --------- |
|       | (0–1) Jegyzőkönyv | Fameye 5' |

| Tokió Nézőszám: 21 938 Játékvezető: Javier Castrilli (argentin) |

| 1993. augusztus 22. 19:00 |

| Olaszország | 1–2               | Mexikó                    |
| ----------- | ----------------- | ------------------------- |
| Totti 57'   | (0–1) Jegyzőkönyv | Santa Cruz 38' Garcia 69' |

| Kóbe Nézőszám: 2000 Játékvezető: John Toro Rendón (kolumbiai) |

| 1993. augusztus 24. 19:00 |

| Japán | 0–0         | Olaszország |
| ----- | ----------- | ----------- |
|       | Jegyzőkönyv |             |

| Kóbe Nézőszám: 9000 Játékvezető: Jean-Fidèle Diramba (gaboni) |

| 1993. augusztus 24. 17:00 |

| Ghána                            | 4–1               | Mexikó         |
| -------------------------------- | ----------------- | -------------- |
| Dadize 38' 62' Addo 52' Duah 77' | (1–0) Jegyzőkönyv | Santa Cruz 56' |

| Kóbe Nézőszám: 9000 Játékvezető: Éric Blareau (belga) |

| 1993. augusztus 26. 19:00 |

| Japán                  | 2–1               | Mexikó    |
| ---------------------- | ----------------- | --------- |
| Funakosi 6' Macuda 58' | (1–1) Jegyzőkönyv | Garcia 7' |

| Kóbe Nézőszám: 7500 Játékvezető: Javier Castrilli (argentin) |

| 1993. augusztus 26. 17:00 |

| Ghána                                   | 4–0               | Olaszország |
| --------------------------------------- | ----------------- | ----------- |
| Duah 22' Addo 29' Fameye 32' Dadize 71' | (3–0) Jegyzőkönyv |             |

| Kóbe Nézőszám: 7500 Játékvezető: John Toro Rendón (kolumbiai) |

### B csoport
| Csapat     | M | Gy | D | V | G+ | G– | Gk  | P |
| ---------- | - | -- | - | - | -- | -- | --- | - |
| Nigéria    | 3 | 3  | 0 | 0 | 14 | 0  | +14 | 6 |
| Ausztrália | 3 | 1  | 1 | 1 | 7  | 4  | +3  | 3 |
| Argentína  | 3 | 1  | 1 | 1 | 7  | 6  | +1  | 3 |
| Kanada     | 3 | 0  | 0 | 3 | 0  | 18 | –18 | 0 |

| 1993. augusztus 22. 17:00 |

| Ausztrália                | 2–2               | Argentína              |
| ------------------------- | ----------------- | ---------------------- |
| Naglieri 6' Ristevski 27' | (2–1) Jegyzőkönyv | Grande 34' Biagini 57' |

| Nagoja Nézőszám: 7952 Játékvezető: Anders Frisk (svéd) |

| 1993. augusztus 22. 19:00 |

| Kanada | 0–8               | Nigéria                                                                |
| ------ | ----------------- | ---------------------------------------------------------------------- |
|        | (0–3) Jegyzőkönyv | Kanu 1' 24' 65' (11-esből) Anosike 36' 68' Babangida 43' 77' Odini 76' |

| Nagoja Nézőszám: 7952 Játékvezető: Salvador Marcone (chilei) |

| 1993. augusztus 24. 17:00 |

| Ausztrália                                   | 5–0               | Kanada |
| -------------------------------------------- | ----------------- | ------ |
| Carter 5' 12' Bilokapic 48' 55' Bosevski 68' | (2–0) Jegyzőkönyv |        |

| Nagoja Nézőszám: 6810 Játékvezető: Piller Sándor (magyar) |

| 1993. augusztus 24. 19:00 |

| Argentína | 0–4               | Nigéria                            |
| --------- | ----------------- | ---------------------------------- |
|           | (0–0) Jegyzőkönyv | Oruma 60' 79' Anosike 62' Kanu 66' |

| Nagoja Nézőszám: 6810 Játékvezető: Anders Frisk (svéd) |

| 1993. augusztus 26. 17:00 |

| Ausztrália | 0–2               | Nigéria            |
| ---------- | ----------------- | ------------------ |
|            | (0–0) Jegyzőkönyv | Kanu 51' Oruma 68' |

| Gifu Nézőszám: 5732 Játékvezető: Salvador Marcone (chilei) |

| 1993. augusztus 26. 19:00 |

| Argentína                                                     | 5–0               | Kanada |
| ------------------------------------------------------------- | ----------------- | ------ |
| Vilarino 13' Dominguez 24' Grande 33' Biagini 61' Cantoro 70' | (3–0) Jegyzőkönyv |        |

| Gifu Nézőszám: 5732 Játékvezető: Piller Sándor (magyar) |

### C csoport
| Csapat           | M | Gy | D | V | G+ | G– | Gk | P |
| ---------------- | - | -- | - | - | -- | -- | -- | - |
| Csehszlovákia    | 3 | 2  | 1 | 0 | 7  | 3  | +4 | 5 |
| Egyesült Államok | 3 | 1  | 1 | 1 | 8  | 5  | +3 | 3 |
| Kolumbia         | 3 | 1  | 0 | 2 | 3  | 6  | –3 | 2 |
| Katar            | 3 | 1  | 0 | 2 | 3  | 7  | –4 | 2 |

| 1993. augusztus 22. 17:00 |

| Kolumbia | 0–2               | Katar          |
| -------- | ----------------- | -------------- |
|          | (0–1) Jegyzőkönyv | Otajbi 10' 66' |

| Kiotó Nézőszám: 4500 Játékvezető: Benito Archundia (mexikói) |

| 1993. augusztus 22. 19:00 |

| Egyesült Államok       | 2–2               | Csehszlovákia        |
| ---------------------- | ----------------- | -------------------- |
| Venditti 12' Armas 52' | (1–1) Jegyzőkönyv | Sionko 37' Ruman 42' |

| Kiotó Nézőszám: 4500 Játékvezető: Alhagi Faye (gambiai) |

| 1993. augusztus 24. 17:00 |

| Kolumbia                  | 2–1               | Egyesült Államok |
| ------------------------- | ----------------- | ---------------- |
| Cilciliano 24' Madrid 42' | (1–0) Jegyzőkönyv | Cooks 41'        |

| Kiotó Nézőszám: 8200 Játékvezető: José Mendes Pratas (portugál) |

| 1993. augusztus 24. 19:00 |

| Katar | 0–2               | Csehszlovákia                  |
| ----- | ----------------- | ------------------------------ |
|       | (0–1) Jegyzőkönyv | Spanik 8' (11-esből) Ruman 78' |

| Kiotó Nézőszám: 8200 Játékvezető: Alhagi Faye (gambiai) |

| 1993. augusztus 26. 17:00 |

| Kolumbia      | 1–3               | Csehszlovákia                   |
| ------------- | ----------------- | ------------------------------- |
| Ciciliano 66' | (0–1) Jegyzőkönyv | Vapenik 28' Rada 56' Novota 77' |

| Kiotó Nézőszám: 3700 Játékvezető: Benito Archundia (mexikói) |

| 1993. augusztus 26. 19:00 |

| Katar     | 1–5               | Egyesült Államok                         |
| --------- | ----------------- | ---------------------------------------- |
| Enázi 55' | (0–2) Jegyzőkönyv | Venditti 13' Moore 14' 47' 53' Cooks 72' |

| Kiotó Nézőszám: 3700 Játékvezető: José Mendes Pratas (portugál) |

### D csoport
| Csapat        | M | Gy | D | V | G+ | G– | Gk | P |
| ------------- | - | -- | - | - | -- | -- | -- | - |
| Lengyelország | 3 | 2  | 1 | 0 | 8  | 4  | +4 | 5 |
| Chile         | 3 | 1  | 2 | 0 | 7  | 5  | +2 | 4 |
| Tunézia       | 3 | 1  | 0 | 2 | 2  | 5  | –3 | 2 |
| Kína          | 3 | 0  | 1 | 2 | 2  | 5  | –3 | 1 |

| 1993. augusztus 22. 17:00 |

| Chile                  | 2–2               | Kína           |
| ---------------------- | ----------------- | -------------- |
| Neira 62' Rozental 67' | (0–1) Jegyzőkönyv | Yu 18' Yao 60' |

| Hirosima Nézőszám: 1608 Játékvezető: Brian Hall (amerikai) |

| 1993. augusztus 22. 19:00 |

| Tunézia   | 1–3               | Lengyelország                                 |
| --------- | ----------------- | --------------------------------------------- |
| Arúri 54' | (0–1) Jegyzőkönyv | Kosztowniak 26' Terlecki 57' Wyczalkowski 79' |

| Hirosima Nézőszám: 1608 Játékvezető: Omar al-Mohanna (Szaúd-arábiai) |

| 1993. augusztus 24. 17:00 |

| Chile              | 2–0               | Tunézia |
| ------------------ | ----------------- | ------- |
| Tapia 4' Neira 48' | (1–0) Jegyzőkönyv |         |

| Hirosima Nézőszám: 1503 Játékvezető: Obata Sinicsiró (japán) |

| 1993. augusztus 24. 19:00 |

| Kína | 0–2               | Lengyelország                   |
| ---- | ----------------- | ------------------------------- |
|      | (0–0) Jegyzőkönyv | Kosztowniak 48' Andruszczak 78' |

| Hirosima Nézőszám: 1503 Játékvezető: Omar al-Mohanna (Szaúd-arábiai) |

| 1993. augusztus 26. 17:00 |

| Chile                                        | 3–3               | Lengyelország                   |
| -------------------------------------------- | ----------------- | ------------------------------- |
| Osorio 38' Rozental 61' (11-esből) Neira 67' | (1–2) Jegyzőkönyv | Orlinski 14' 34' Wichniarek 43' |

| Hirosima Nézőszám: 4851 Játékvezető: Obata Sinicsiró (japán) |

| 1993. augusztus 26. 19:00 |

| Kína | 0–1               | Tunézia   |
| ---- | ----------------- | --------- |
|      | (0–1) Jegyzőkönyv | Arúri 23' |

| Hirosima Nézőszám: 4851 Játékvezető: Éric Blareau (belga) |

## Egyenes kieséses szakasz
|  |                          |                  |                          |                       |   |               |                       |                       |                       |                       |               |       |       |
|  | Negyeddöntők             | Negyeddöntők     | Negyeddöntők             |                       |   | Elődöntők     | Elődöntők             | Elődöntők             |                       |                       | Döntő         | Döntő | Döntő |
|  | Negyeddöntők             | Negyeddöntők     | Negyeddöntők             |                       |   | Elődöntők     | Elődöntők             | Elődöntők             |                       |                       | Döntő         | Döntő | Döntő |
|  | augusztus 29. – Kóbe     |                  |                          |                       |   |               |                       |                       |                       |                       |               |       |       |
|  |                          |                  |                          |                       |   |               |                       |                       |                       |                       |               |       |       |
|  | A1                       | Ghána            | 1                        |                       |   |               |                       |                       |                       |                       |               |       |       |
|  | A1                       | Ghána            | 1                        | szeptember 1. – Tokió |   |               |                       |                       |                       |                       |               |       |       |
|  | B2                       | Ausztrália       | 0                        |                       |   |               |                       |                       |                       |                       |               |       |       |
|  | B2                       | Ausztrália       | 0                        |                       |   | Ghána         | Ghána                 | 3                     |                       |                       |               |       |       |
|  | augusztus 29. – Kiotó    |                  |                          |                       |   | Ghána         | Ghána                 | 3                     |                       |                       |               |       |       |
|  |                          |                  | Chile                    | Chile                 | 0 |               |                       |                       |                       |                       |               |       |       |
|  | C1                       | Csehszlovákia    | Chile                    | Chile                 | 0 | 1             |                       |                       |                       |                       |               |       |       |
|  | C1                       | Csehszlovákia    |                          |                       |   | 1             | szeptember 4. – Tokió |                       |                       |                       |               |       |       |
|  | D2                       | Chile            | 4                        |                       |   |               |                       |                       |                       |                       |               |       |       |
|  | D2                       | Chile            | 4                        |                       |   | Ghána         | Ghána                 | 1                     |                       |                       |               |       |       |
|  | augusztus 29. – Gifu     |                  |                          |                       |   | Ghána         | Ghána                 | 1                     |                       |                       |               |       |       |
|  |                          |                  | Nigéria                  | Nigéria               | 2 |               |                       |                       |                       |                       |               |       |       |
|  | B1                       | Nigéria          | Nigéria                  | Nigéria               | 2 | 2             |                       |                       |                       |                       |               |       |       |
|  | B1                       | Nigéria          | szeptember 1. – Hirosima |                       |   | 2             |                       |                       |                       |                       |               |       |       |
|  | A2                       | Japán            | 1                        |                       |   |               |                       |                       |                       |                       |               |       |       |
|  | A2                       | Japán            | 1                        |                       |   | Nigéria       | Nigéria               | 2                     | Bronzmérkőzés         | Bronzmérkőzés         | Bronzmérkőzés |       |       |
|  | augusztus 29. – Hirosima |                  |                          |                       |   | Nigéria       | Nigéria               | 2                     | Bronzmérkőzés         | Bronzmérkőzés         | Bronzmérkőzés |       |       |
|  |                          |                  | Lengyelország            | Lengyelország         | 1 |               |                       | szeptember 3. – Tokió | szeptember 3. – Tokió | szeptember 3. – Tokió |               |       |       |
|  | D1                       | Lengyelország    | Lengyelország            | Lengyelország         | 1 | 3             |                       | szeptember 3. – Tokió | szeptember 3. – Tokió | szeptember 3. – Tokió |               |       |       |
|  | D1                       | Lengyelország    |                          |                       |   |               |                       | Chile                 | Chile                 | 1 (4)                 |               |       |       |
|  | C2                       | Egyesült Államok | 0                        |                       |   |               |                       | Chile                 | Chile                 | 1 (4)                 |               |       |       |
|  | C2                       | Egyesült Államok | 0                        |                       |   | Lengyelország | Lengyelország         | 1 (2)                 |                       |                       |               |       |       |
|  |                          |                  |                          |                       |   | Lengyelország | Lengyelország         | 1 (2)                 |                       |                       |               |       |       |

### Negyeddöntők
| 1993. augusztus 29. 19:00 |

| Ghána    | 1–0 (h. u.)                 | Ausztrália |
| -------- | --------------------------- | ---------- |
| Addo 92' | (0–0, 0–0, 1–0) Jegyzőkönyv |            |

| Kóbe Nézőszám: 10 000 Játékvezető: Benito Archundia (mexikói) |

| 1993. augusztus 29. 19:00 |

| Csehszlovákia | 1–4               | Chile                                           |
| ------------- | ----------------- | ----------------------------------------------- |
| Ruman 40'     | (1–2) Jegyzőkönyv | Rozental 11' (11-esből) Tapia 31' Neira 65' 66' |

| Kiotó Nézőszám: 19 000 Játékvezető: Jean-Fidèle Diramba (gaboni) |

| 1993. augusztus 29. 19:00 |

| Nigéria            | 2–1               | Japán      |
| ------------------ | ----------------- | ---------- |
| Oruma 1' Odini 40' | (2–0) Jegyzőkönyv | Nakata 56' |

| Gifu Nézőszám: 19 000 Játékvezető: Piller Sándor (magyar) |

| 1993. augusztus 29. 19:00 |

| Lengyelország                            | 3–0   | Egyesült Államok |
| ---------------------------------------- | ----- | ---------------- |
| Terlecki 39' Kosztowniak 59' Magiera 80' | (1–0) |                  |

| Hirosima Nézőszám: 2854 Játékvezető: John Toro Rendón (kolumbiai) |

### Elődöntők
| 1993. szeptember 1. 19:00 |

| Ghána                         | 3–0               | Chile |
| ----------------------------- | ----------------- | ----- |
| Fameye 29' Armah 48' Duah 80' | (1–0) Jegyzőkönyv |       |

| Tokió Nézőszám: 7500 Játékvezető: Anders Frisk (svéd) |

| 1993. szeptember 1. 19:00 |

| Nigéria               | 2–1               | Lengyelország  |
| --------------------- | ----------------- | -------------- |
| Oruma 52' Anosike 57' | (0–0) Jegyzőkönyv | Szymkowiak 79' |

| Hirosima Nézőszám: 2500 Játékvezető: Benito Archundia (mexikói) |

### Bronzmérkőzés
| 1993. szeptember 3. 16:30 |

| Chile                   | 1–1 (h. u.)                 | Lengyelország    |
| ----------------------- | --------------------------- | ---------------- |
| Rozental 77' (11-esből) | (0–1, 1–1, 1–1) Jegyzőkönyv | Poli 26' (öngól) |
| Büntetőpárbaj           |                             |                  |
|                         | 4–2                         |                  |

| Tokió Nézőszám: 15 000 Játékvezető: Omar al-Mohanna (Szaúd-arábiai) |

### Döntő
| 1993. szeptember 4. 16:30 |

| Ghána      | 1–2         | Nigéria              |
| ---------- | ----------- | -------------------- |
| Fameye 80' | Jegyzőkönyv | Oruma 3' Anosike 75' |

| Tokió Nézőszám: 22 000 Játékvezető: Javier Castrilli (argentin) |

## Díjak
| Az 1993-as U17-es labdarúgó-világbajnokság győztese |
| --------------------------------------------------- |
| · Nigéria · 2. cím                                  |

adidas Golden Ball
- Daniel Addo

adidas Golden Shoe
- Wilson Oruma
- Nwankwo Kanu
- Manuel Neira

FIFA Fair Play díj
- Nigéria

## Gólszerzők
6 gólos
- Wilson Oruma

5 gólos
- Peter Anosike
- Manuel Neira
- Nwankwo Kanu